# Schwalmstadt
Schwalmstadt is een gemeente in de Duitse deelstaat Hessen, gelegen in de Schwalm-Eder-Kreis. De stad telt 18.091 inwoners.

## Geografie
Schwalmstadt heeft een oppervlakte van 84,74 km² en ligt in het centrum van Duitsland, iets ten westen van het geografisch middelpunt.

## Delen van Schwalmstadt
- Allendorf an der Landsburg
- Ascherode
- Dittershausen
- Florshain
- Frankenhain
- Michelsberg
- Niedergrenzebach
- Rommershausen
- Rörshain
- Treysa
- Trutzhain
- Wiera
- Ziegenhain

## Partnergemeente
- Zwalm, België

Bad Zwesten · Borken · Edermünde · Felsberg · Frielendorf · Fritzlar · Gilserberg · Gudensberg · Guxhagen · Homberg · Jesberg · Knüllwald · Körle · Malsfeld · Melsungen · Morschen · Neuental · Neukirchen · Niedenstein · Oberaula · Ottrau · Schrecksbach · Schwalmstadt · Schwarzenborn · Spangenberg · Wabern · Willingshausen